# Torenia cordata
Torenia cordata är en tvåhjärtbladig växtart som först beskrevs av William Griffiths, och fick sitt nu gällande namn av N. M. Dutta. Torenia cordata ingår i släktet Torenia och familjen Linderniaceae. Inga underarter finns listade i Catalogue of Life.